# Mój pierwszy ślub
Mój pierwszy ślub (ang. My First Wedding) – kanadyjsko-brytyjska komedia romantyczna z 2004 roku w reżyserii Laurenta Firode'a.

## Obsada
- Kenny Doughty – Nick
- Rachael Leigh Cook – Vanessa
- Paul Hopkins – Andre
- Caroline Carver – Sandy
- Valerie Mahaffey – Grace, matka Vanessy
- Claire Brosseau – Suzie
- Stéfanie Buxton – Maggie
- Melissa Galianos – Angela
- Elizabeth Whitmere – Janice
- Alexander Bisping – Concierge